# Scoparia augastis
Scoparia augastis là một loài bướm đêm trong họ Crambidae.